# Castelul Trosky
Castelul Trosky (în cehă Hrad Trosky) este un castel ruinat situat la aproximativ 10 km sud de Semily, regiunea Liberec, Republica Cehă. Este unul dintre cele mai renumite castele din Cehia și se află pe culmile a două conuri vulcanice din bazalt. Pe vârful mai mic (47 m) se află structura cu două etaje denumită Baba (Femeia bătrână), iar pe aflorimentul cel mai înalt (57 m) este structura cu patru laturi cunoscută sub numele de Panna (Fecioara). Castelul este un punct de reper în mediul rural cunoscut ca Český ráj (Paradisul Ceh).

## Istoric

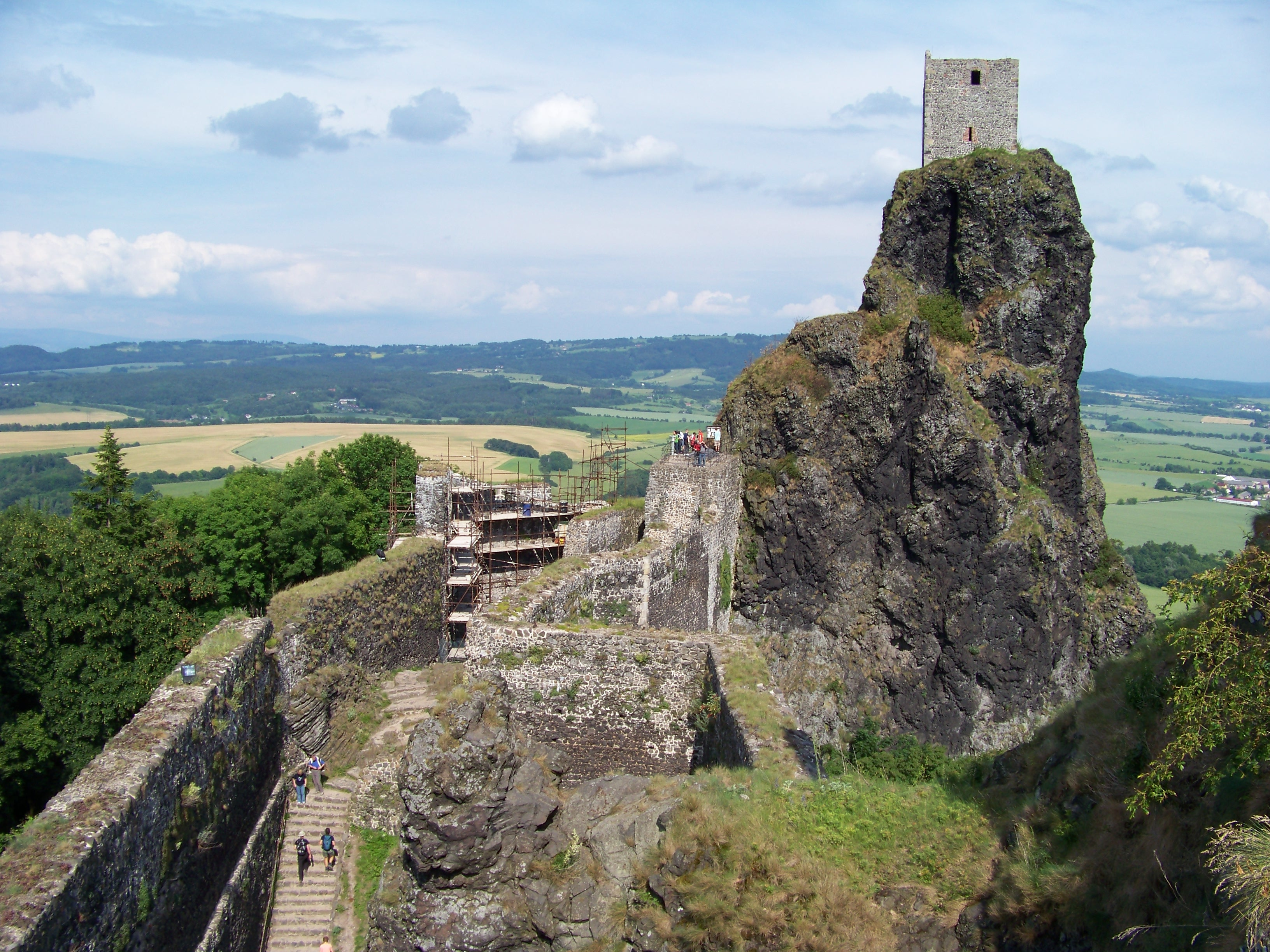
Vedere a turnului Panna, Castelul Trosky.

Castelul a fost construit de Čeněk de Vartenberk în a doua jumătate a secolului al XIV-lea. Două turnuri au fost construite, unul pe vârful fiecărei stânci, iar între ele au fost înălțate mai multe clădiri rezidențiale și dependințe. Trei inele de ziduri fortificate protejau complexul medieval. După moartea lui Čeněk castelul a intrat în posesia regelui Venceslau al IV-lea, de la care a fost achiziționat de către Ota de Bergov, din dinastia Bergov. Deși Ota cel Tânăr din Trosk era un zelos catolic, acest lucru nu l-a oprit să atace mănăstirea din Opatovice și să o jefuiască de faimoasele sale comori, despre care s-a spus că le-a ascuns în castelul Trosky probabil într-o pivniță subterană blocată de un bolovan imens. Nimeni nu a putut mișca bolovanul, care a fost în cele din urmă acoperite de grohotișuri, blocând pentru totdeauna accesul către obiectele prețioase.

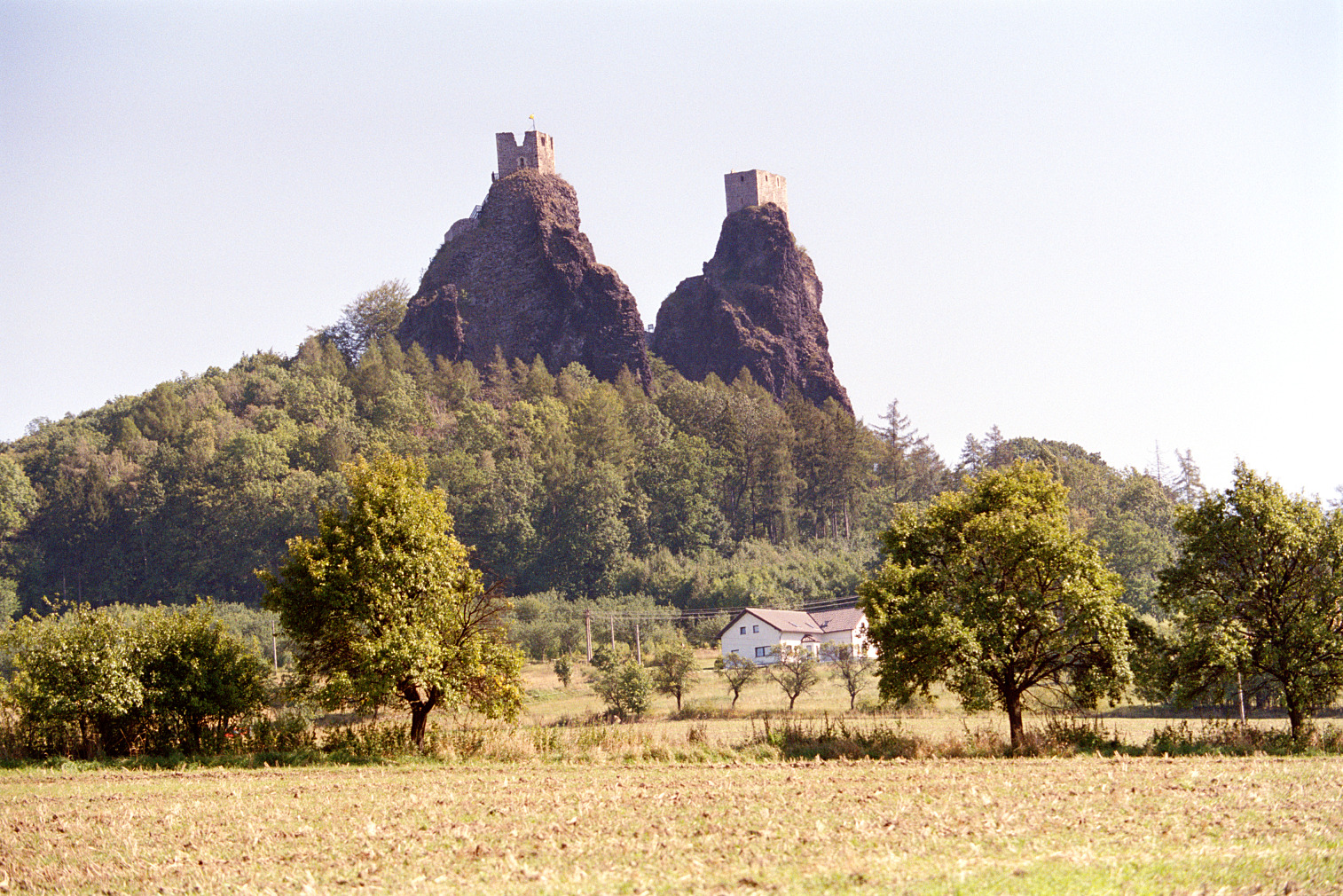
Castelul Trosky este amplasat pe două piscuri.

În timpul Războaielor Husite Trosky a fost un centru al taberei pro-catolice. Prin urmare, nu este surprinzător faptul că, după toate probabilitățile, castelul nu a fost niciodată cucerit complet de husiți sau de alți dușmani. Probabil prin 1428, la scurt timp după ce castelul a ars, el a fost  asediat de către Jan Kralovec, căpitanul Armatei Táborite. Începând din 1438 cavalerul tâlhar Kryštov Šov de Helfenburg și tovarășul său Švejkar s-au stabilit în castel, terorizându-i pe sătenii din împrejurimi, înainte ca oamenii din Zhořelec și Žitavy (în germană Görlitz și Zittau, membre ale Ligii Lusațiene) să se unească pentru a-i captura. Margareth de Bergov, văduva proprietarului inițial Ota de Bergov, a transformat castelul Trosky în reședința sa prin 1444. În 1468 castelul  se afla în proprietatea lui Wilhelm de Hasenburg care l-a păstrat până în anul 1497. Mai multe familii nobile au stăpânit castelul, deși importanța sa a scăzut. În 1648, în timpul Războiului de Treizeci de Ani, el a fost incendiat de Armata Imperială și a ars complet, rămânând în ruine. În 1681 iezuitul luminat Bohuslav Balbín l-a vizitat; aceasta este posibil primul exemplu documentat al unei excursii, ce a avut ca singur scop o cercetare a obiectivelor istorice din zonă.
În secolul al XIX-lea a existat un grad mai mare de interes față de castel, fiind făcute modificări romantice la ruinele castelului. S-a decis să se construiască o scară care să ducă la turnul Panna. Lucrarea a fost începută în perioada 1841-1843, dar nu a mai fost finalizată.

## Galerie

### Imagini

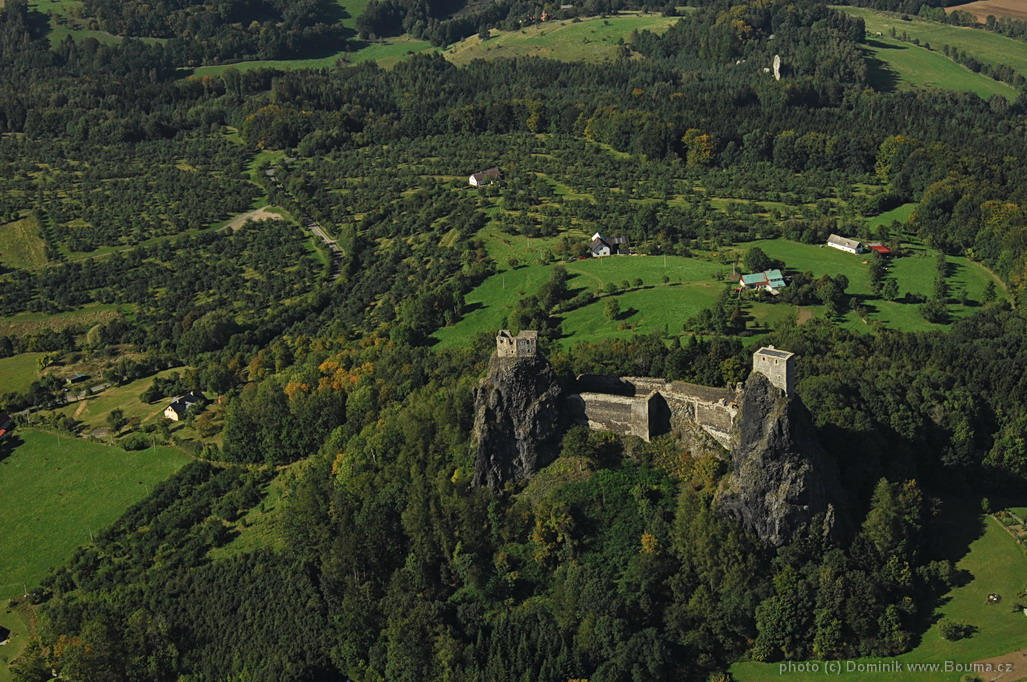
Vedere aeriană
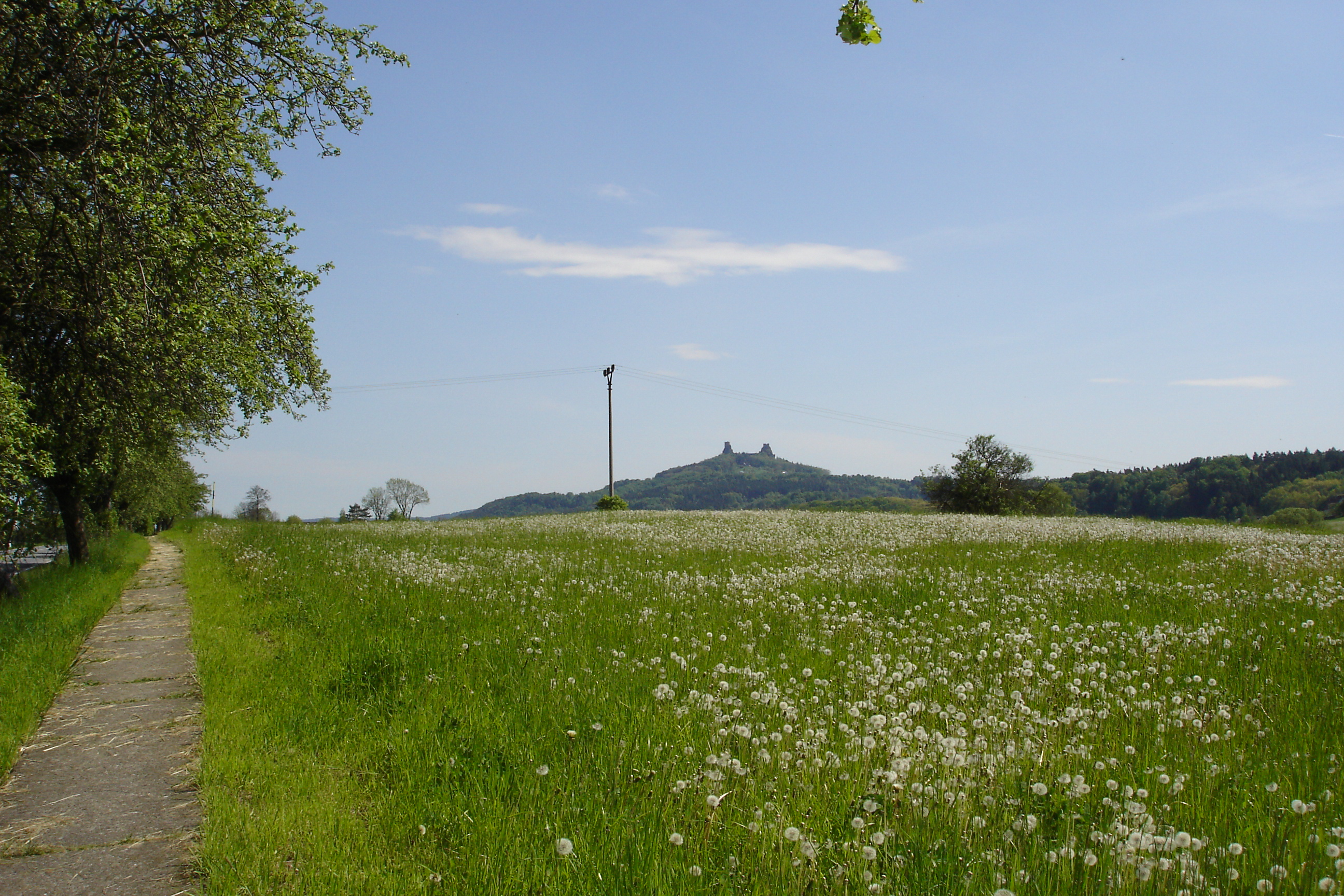
Castelul văzut din depărtare
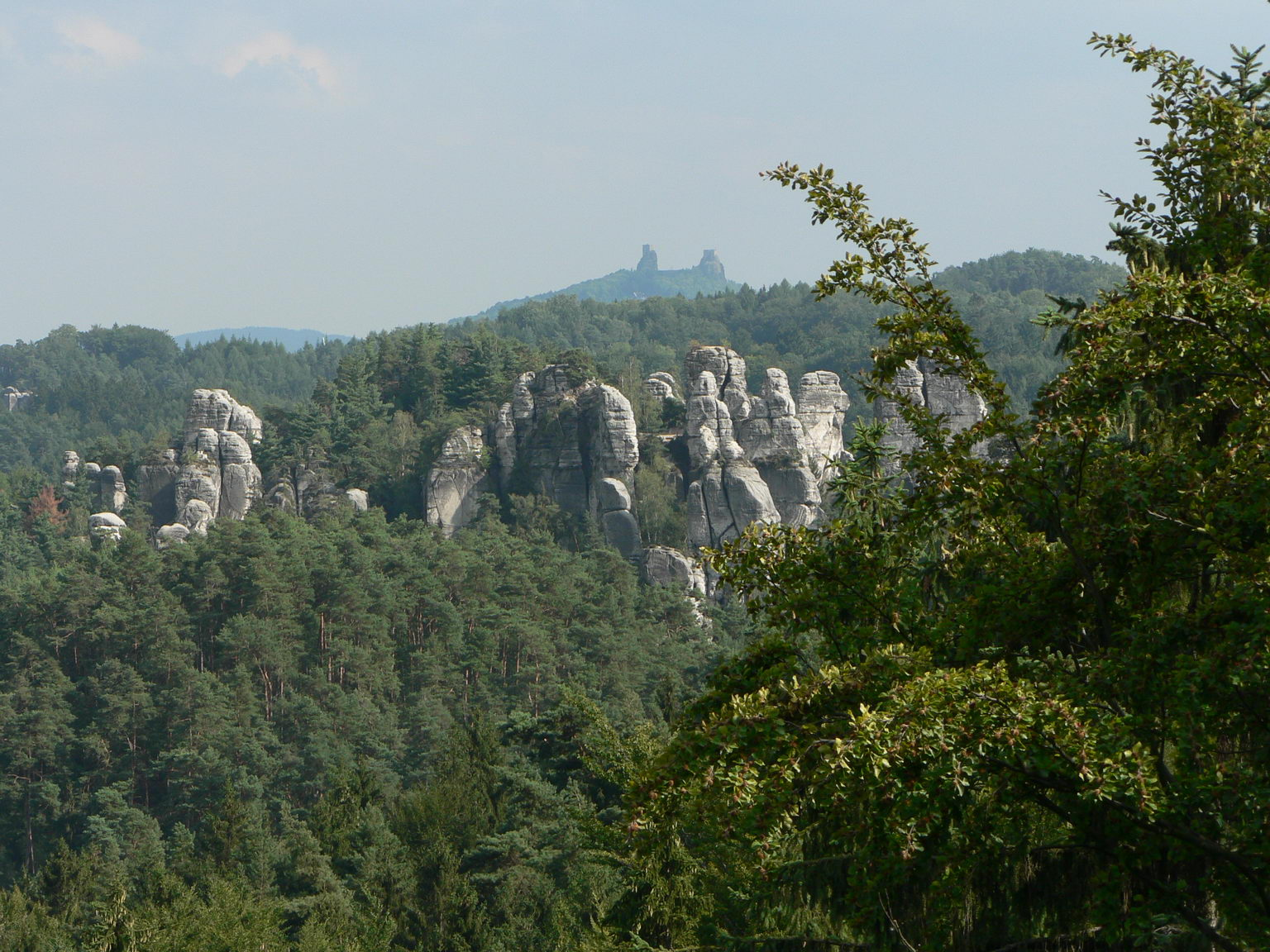
Castelul văzut din depărtare
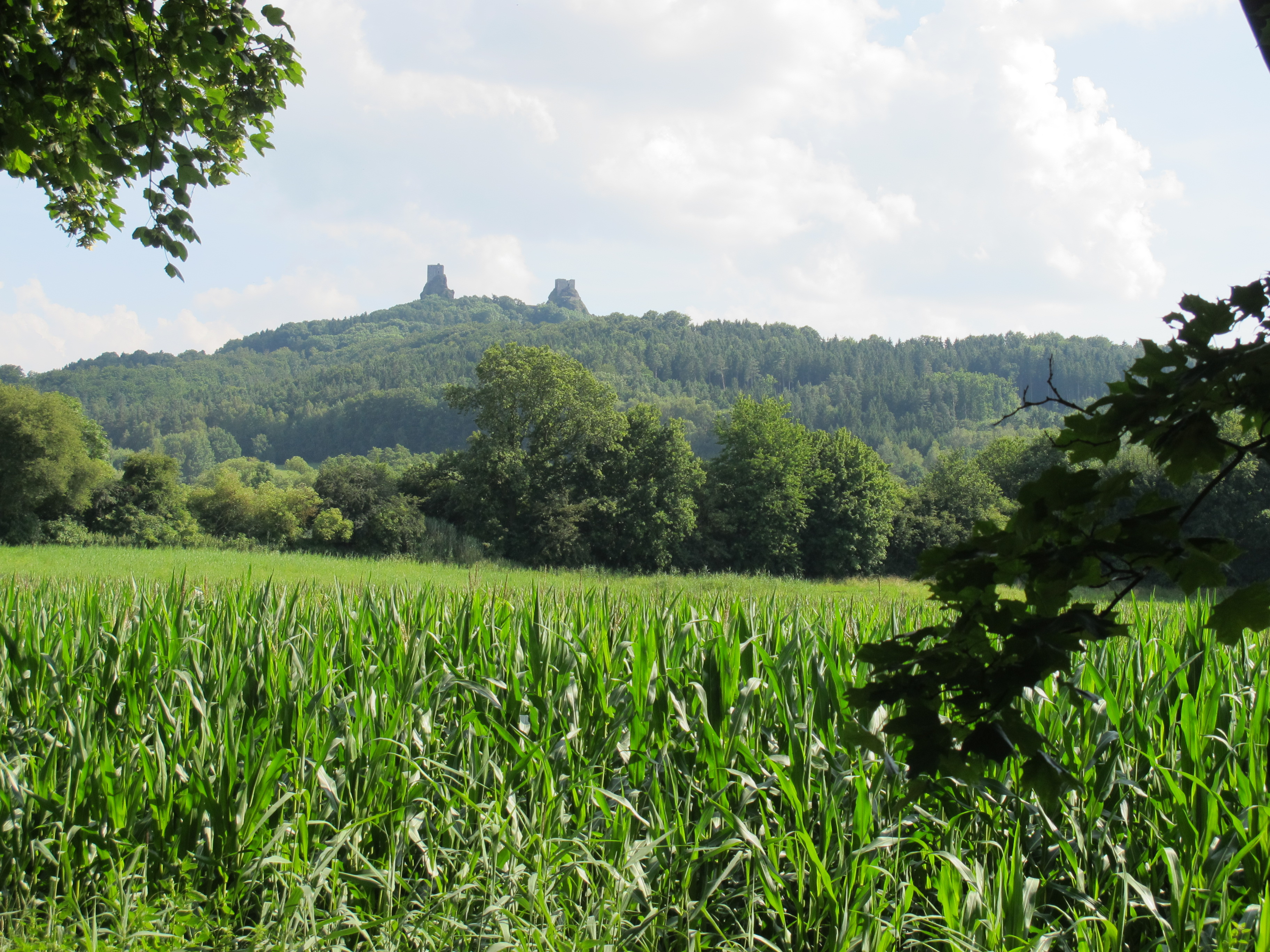
Castelul văzut din depărtare
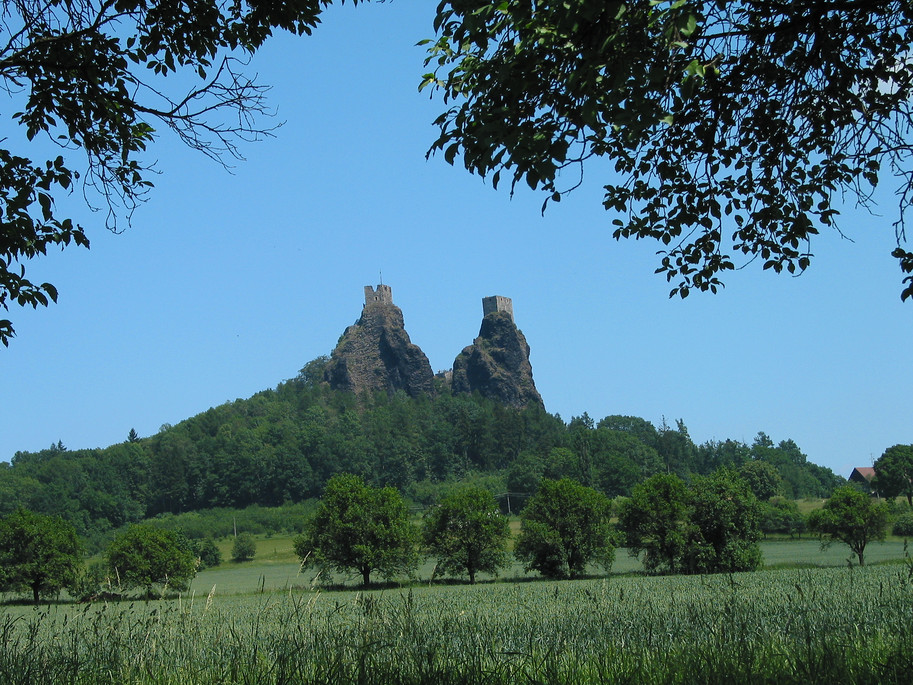
Castelul de pe cele două piscuri
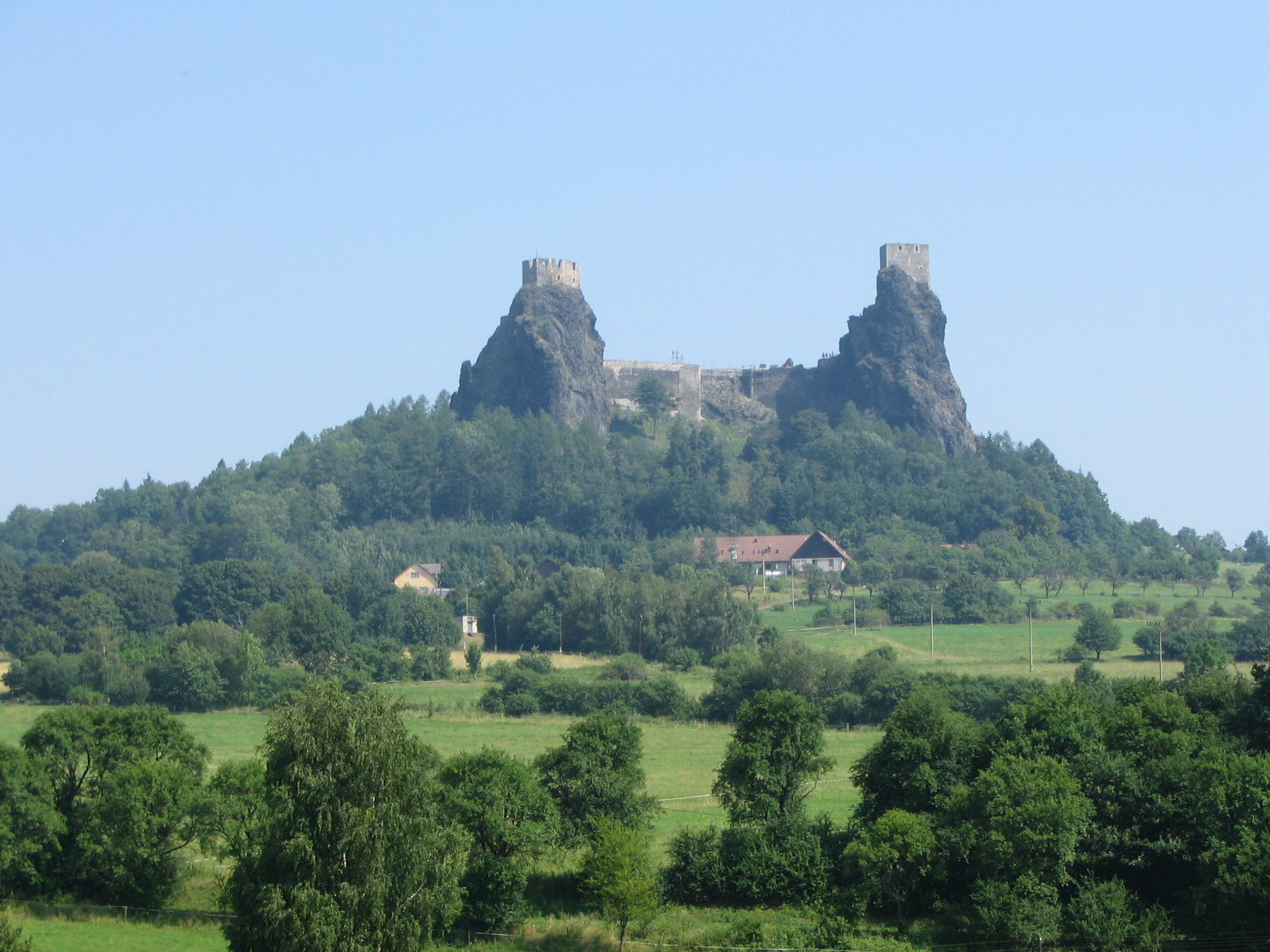
Castelul de pe cele două piscuri
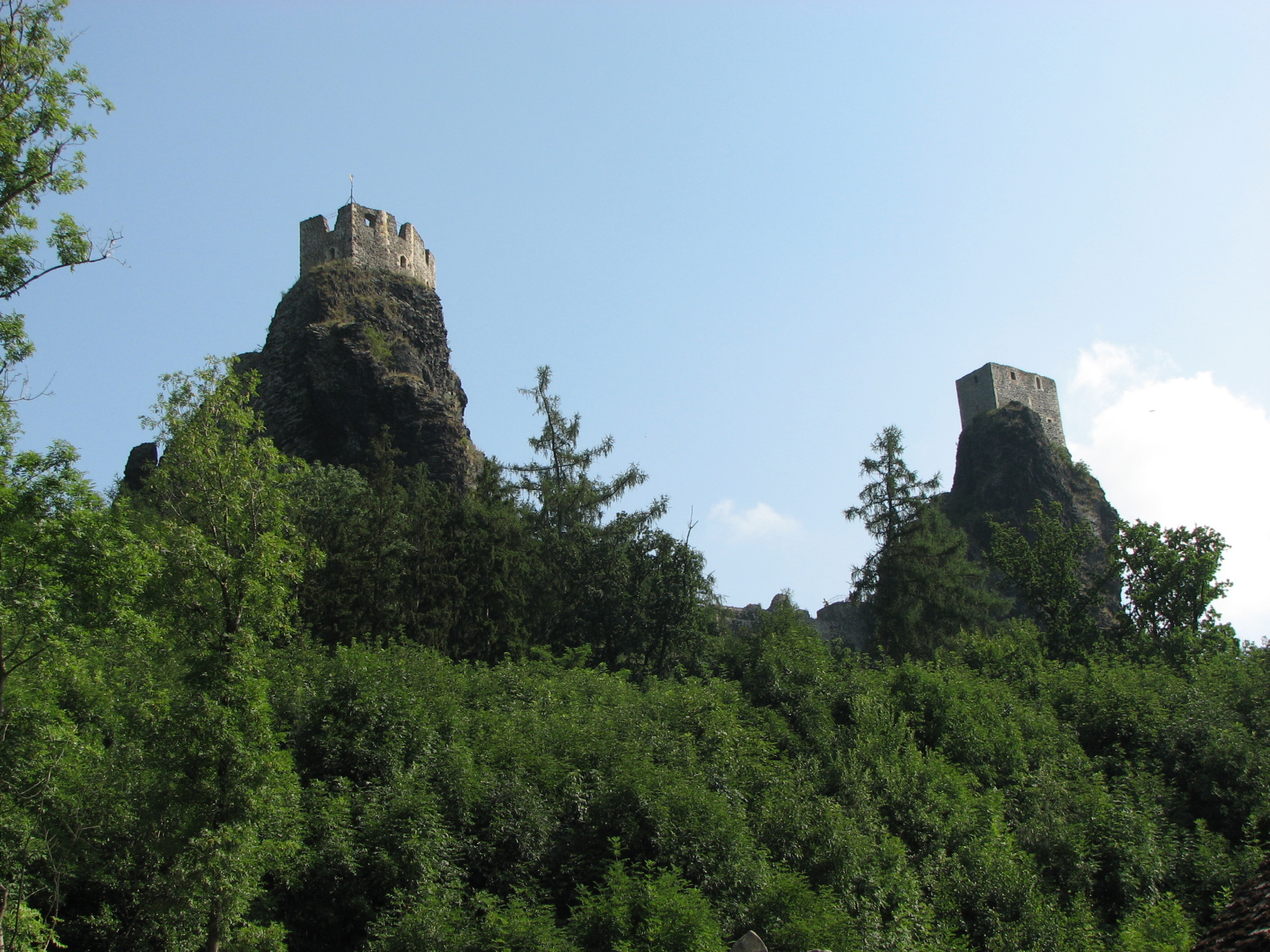
Cele două turnuri
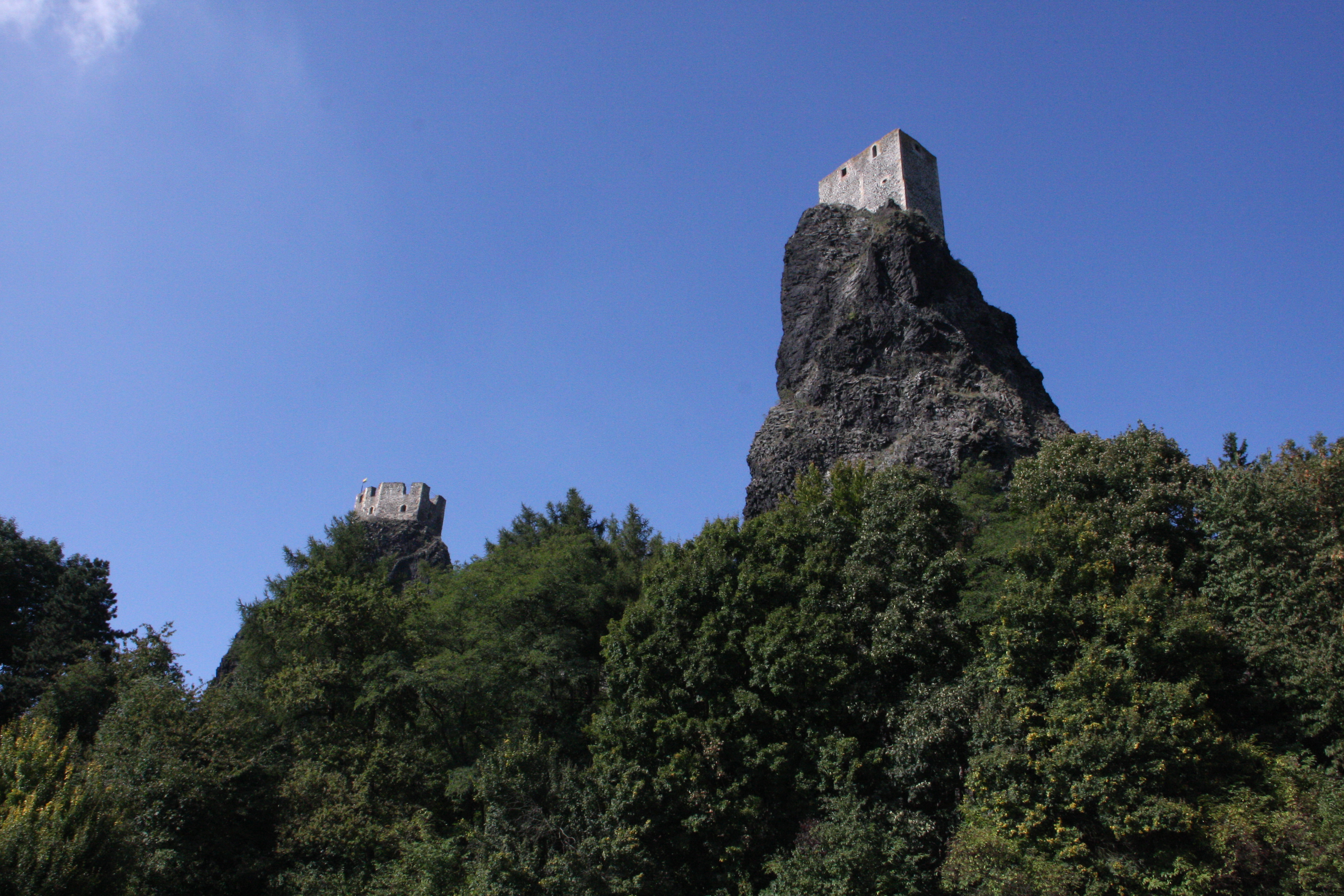
Cele două turnuri
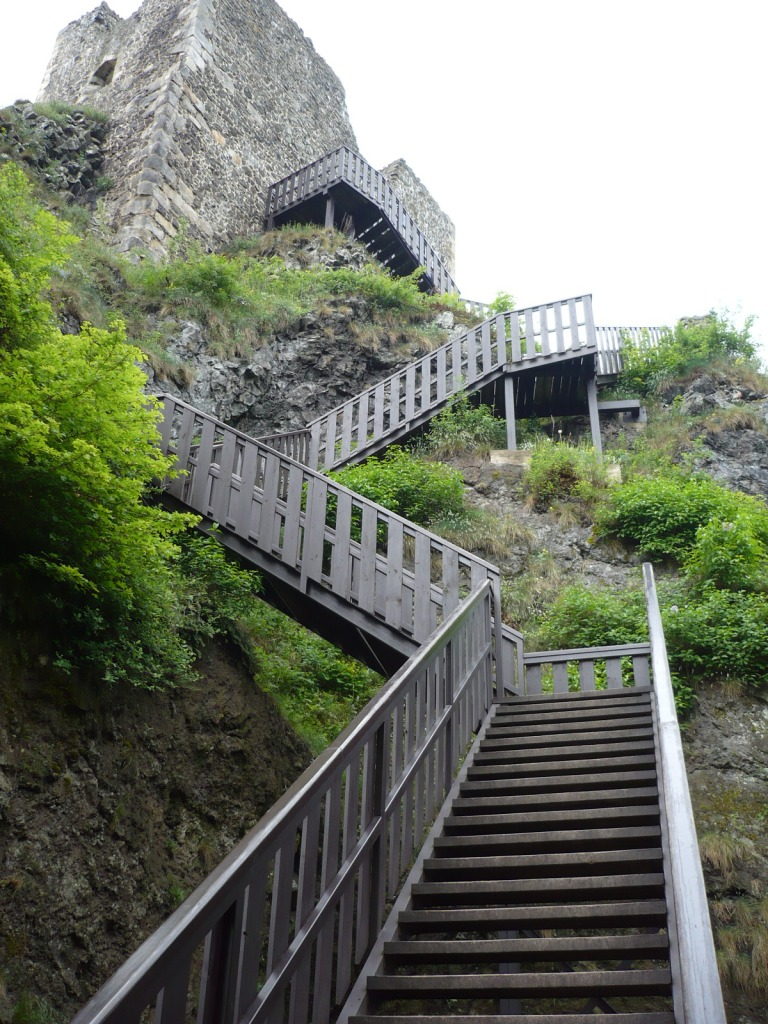
Scările către turnul Baba
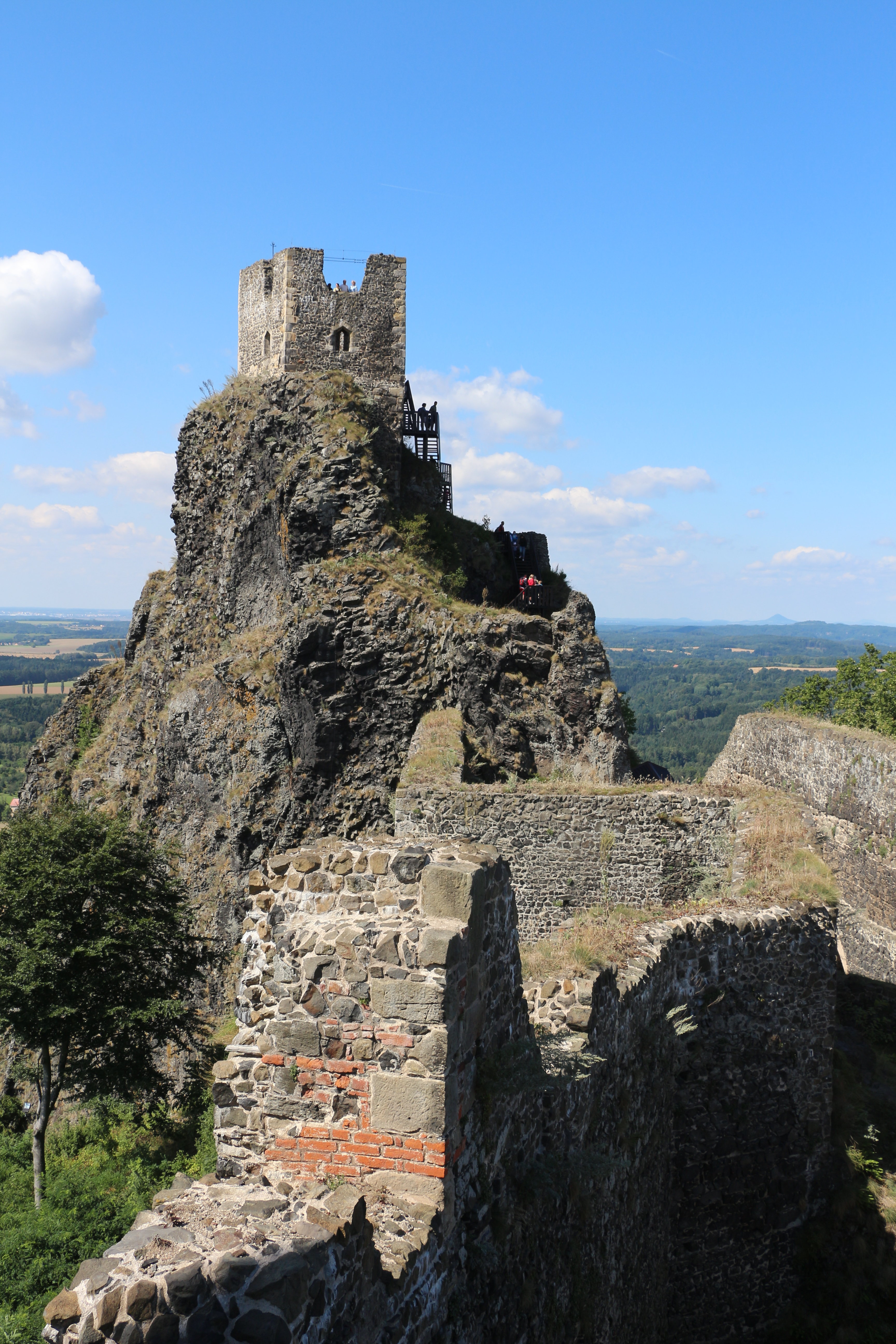
Turnul Baba
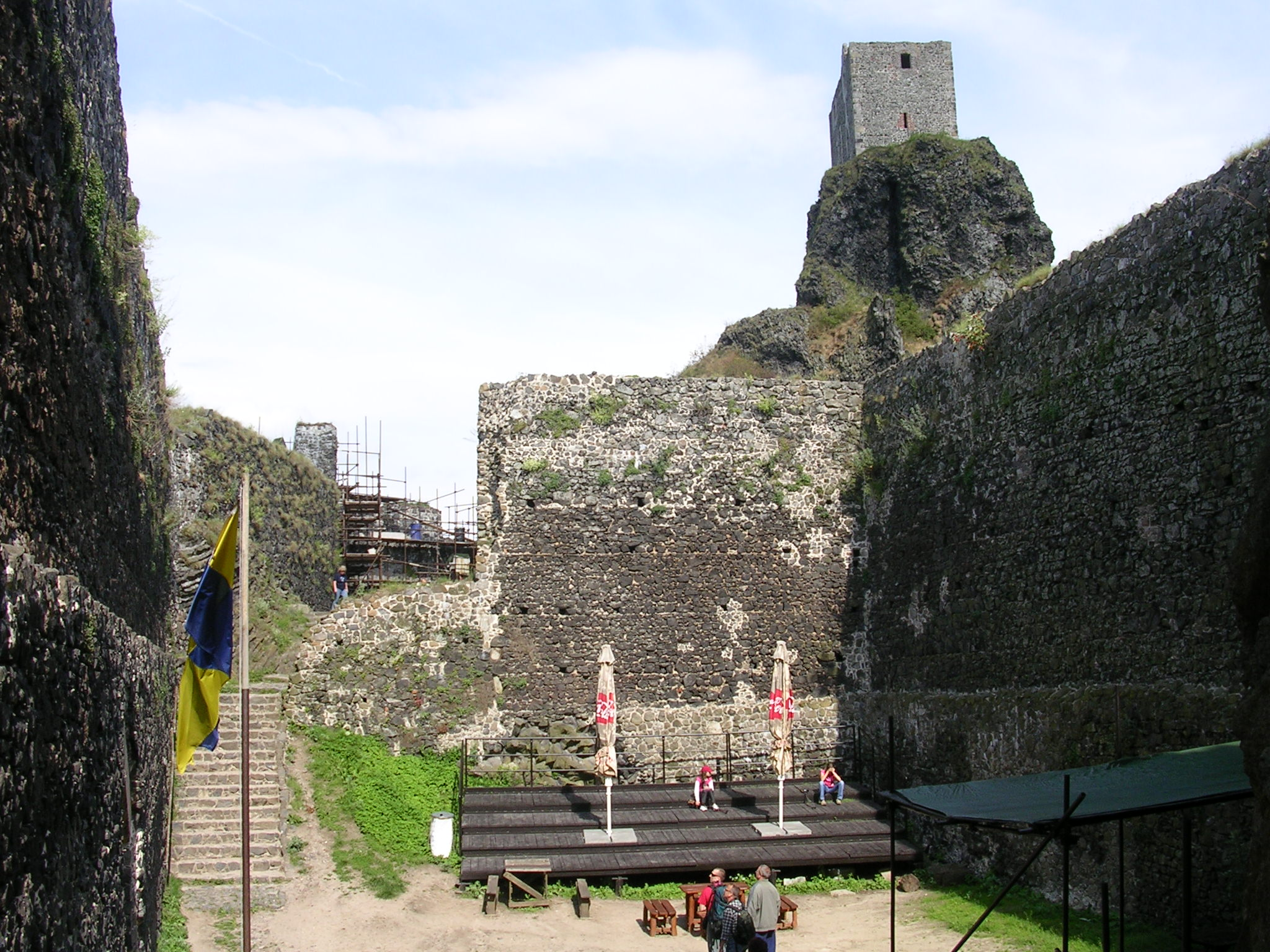
Turnul Panna
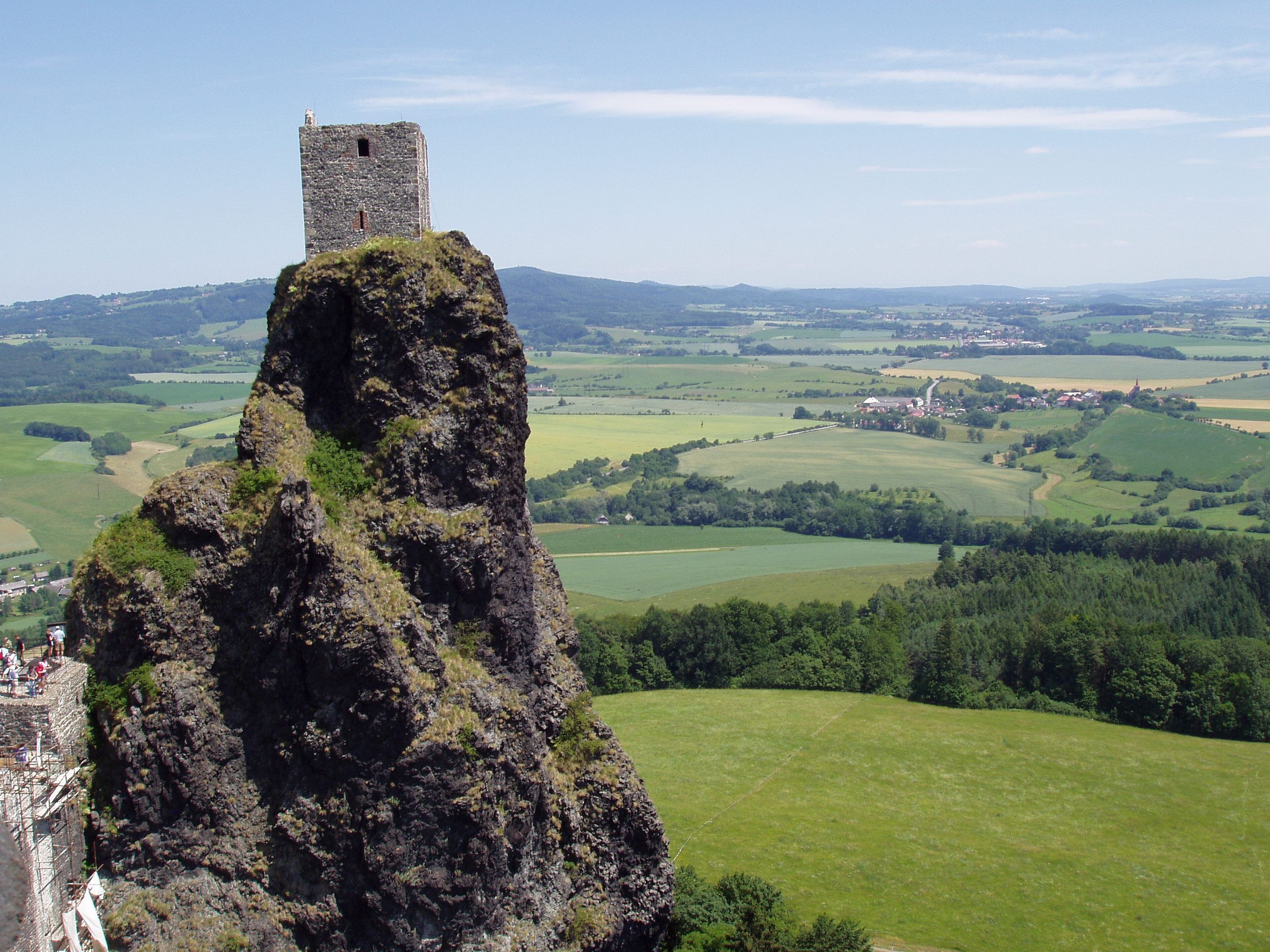
Turnul Panna

### Panoramă

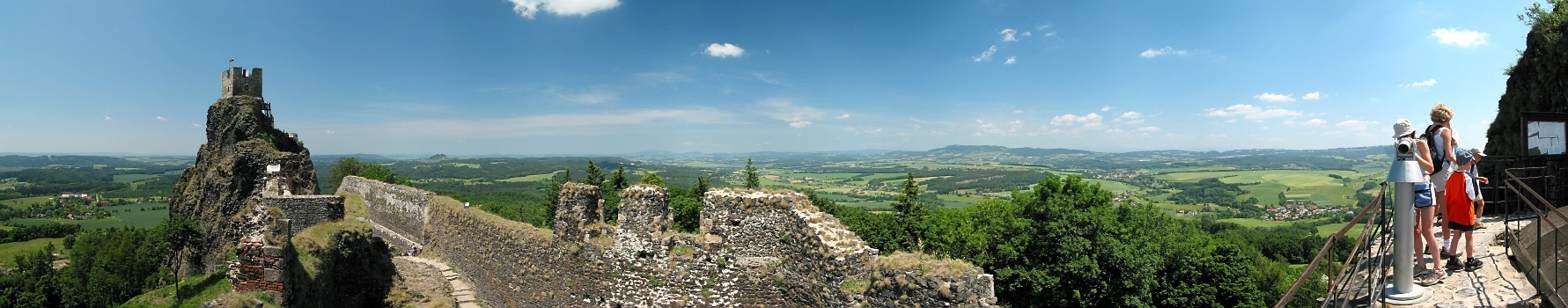
Panorama castelului Trosky.